# Liste der Naturdenkmale in Schopfloch (Schwarzwald)
| Naturdenkmale | Anzahl |
| ------------- | ------ |
| FND           | 1      |
| END           | 4      |
| Gesamt        | 5      |

Die Liste der Naturdenkmale in Schopfloch nennt die verordneten Naturdenkmale (ND) der im baden-württembergischen Landkreis Freudenstadt liegenden Stadt Schopfloch. In Schopfloch gibt es insgesamt fünf als Naturdenkmal geschützte Objekte, davon ein flächenhaftes Naturdenkmal (FND) und vier Einzelgebilde-Naturdenkmale (END).
Stand: 1. November 2016.

## Flächenhafte Naturdenkmale (FND)
| Name                     | Bild | Kennung     | Einzelheiten               | Position | Fläche Hektar | Datum        |
| ------------------------ | ---- | ----------- | -------------------------- | -------- | ------------- | ------------ |
| Bräunleshalde            |      | 82370610006 | Horb am Neckar, Schopfloch | ⊙        | 1,8           | 4. März 1998 |
| Legende für Naturdenkmal |      |             |                            |          |               |              |

## Einzelgebilde (END)
| Name                     | Bild | Kennung     | Einzelheiten | Position | Fläche Hektar | Datum         |
| ------------------------ | ---- | ----------- | ------------ | -------- | ------------- | ------------- |
| 1 Sommerlinde            | BW   | 82370610002 | Schopfloch   | ⊙        | 0,0           | 10. Apr. 1990 |
| 1 Winterlinde            | BW   | 82370610001 | Schopfloch   | ⊙        | 0,0           | 10. Apr. 1990 |
| 1 Winterlinde            | BW   | 82370610004 | Schopfloch   | ⊙        | 0,0           | 10. Apr. 1990 |
| 2 Winterlinden           | BW   | 82370610005 | Schopfloch   | ⊙        | 0,0           | 10. Apr. 1990 |
| Legende für Naturdenkmal |      |             |              |          |               |               |